# Načelo krvne veze (podrijetla)
Načelo krvne veze (podrijetla) ili latinski ius sanguinis  („pravo krvi“) odnosi se na načelo prema kojem se državljanstvo prenosi na djecu čiji su roditelji (ili barem jedan od roditelja) i sami državljani određene države. Stoga se zove i načelo podrijetla.
U većini država važi i načelo državljanstva po mjestu rođenja a može biti podređeno načelima kao što su izbjegavanje višestrukog državljanstva (npr. u Kini) ili uvjeti kao što su nacionalnost ili etnička skupina.
Posebno u anglo-saksonskom pravnom sustavu slijedi se  rješenje jus soli "načelo po mjestu rođenja". Prema tome državljansto slijedi od mjesta rođenja. U nekim zemljama (npr. u Francuskoj) pored jus sanguinis se slijedi i "jus soli".